# Maha Kali
Maha Kali ist ein Lied der schwedischen Band Dissection. Es erschien 2004 als Single und 2006 in einer neu aufgenommenen Version auf ihrem dritten Album Reinkaos.

## Entstehung
Jon Nödtveidt schrieb die Musik und zusammen mit Frater Nemidial vom Misanthropic Luciferian Order den Text. Gesang und Gitarre nahm Nödtveidt 2003 im Hall-Gefängnis auf, die übrigen Aufnahmen entstanden 2004 im Monolith-Studio. Neben den festen Mitgliedern der neuen Besetzung Tomas Asklund, Brice Leclercq und Set Teitan wirkte Nyx 218 als Gastsängerin mit. Asklund und Lech Chudon waren als Toningenieure beteiligt. Am 19. Juli kündigte Dissection eine Single und ein Musikvideo an, die im September 2004 erscheinen sollten. Am 4. September wurde der Titel der Single, Maha Kali, angekündigt; die Single sollte anfangs nur über die Band selbst erhältlich sein. Im Herbst folgte ein Sample des neuen Lieds. Wegen Verzögerungen beim Druck erschien die Single nicht pünktlich zum ersten Konzert der Band nach Nödtveidts Freilassung. Aufgrund der Verzögerungen gab Nödtveidt als voraussichtlichen Erscheinungstermin den 9. November an. Letztlich erschien Maha Kali am Tag ihres Auftritts in Osnabrück, dem 10. November 2004. Die Single enthielt außerdem eine Neuaufnahme von Unhallowed vom zweiten Album Storm of the Light’s Bane, um das alte Material mit der neuen Besetzung neu zu verbinden.
2006 erschien eine neue Version auf Reinkaos, die „deutlich besser produziert und dynamischer ausgestaltet“ ist.

## Musikstil
Maha Kali ist dem Melodic Death Metal beziehungsweise Heavy Metal zuzuordnen. Der weibliche Gesang wurde als fernöstlich klingend bezeichnet.

## Liedtext
Der Text ist eine Reverenz an die Hindu-Göttin Kali als Gottheit der Zerstörung der Welten (Mahapralaya). Im Text wiederholen sich die Worte Jai Kalika! Jai Kali! in Sanskrit, außerdem enthält er ein Mantra in dieser Sprache:

“jaya Mahākālī, jaya mā Kālikā

jaya Mahākālī, jaya mā Kālikā

Kālī mātā, namo namaḥ

Kālī mātā, namo namaḥ”

„Sieg, große Kali, Sieg, Mutter Kalika.
Sieg, große Kali, Sieg, Mutter Kalika.

Mutter Kali, Verehrung, Verehrung!

Mutter Kali, Verehrung, Verehrung!“

Dieses Mantra überschneidet sich mit einer gesprochenen Passage, die Ramprasad Sen zitiert:

“O Kali, thou art fond of cremation grounds

So I have turned my heart into one, that thou

may dance there unceasingly.

O Mother – I have no other fond desire in my

heart. Fire of a funeral pyre is burning there.”

„O Kali, Du magst Böden, auf denen Leichenverbrennungen stattfinden. Also habe ich mein Herz in einen solchen verwandelt, dass Du dort unaufhörlich tanzen mögest. O Mutter – ich habe kein anderes liebevolles Begehren in meinem Herzen. Feuer eines Bestattungsscheiterhaufens brennt dort.“

Auf die Frage, warum die Band sich für Kali entschied, „wo es doch noch so viele andere Chaosgötter gibt“, sowie dem Konzept, entgegnete Jon Nödtveidt:

„Für das kommende Album haben wir viele Göttinnen und Götter ausgewählt. Wir haben Songs über viele verschiedene Götter. Diese ist nur für die Single - Kali gesehen als Konzept der größten schwarzen Göttin ist das größte Konzept von dem zerstörerischen femininen Aspekt. […] Sie ist das Prinzip, das erschafft und zerstört und sie steht über der Schöpfung, aber sie ist diejenige, welche die Schöpfung zurück ins formlose Chaos bringt. Es ist die Zeit der Desillusionierung. Also leben wir im Moment in der Kali-Ära und in der letzten Zeitspanne vor dem Armageddon.“

## Rezeption
Das Lied wurde dafür kritisiert, nicht wie die alten Werke der Band zu klingen. Laut der Rezension des Rock Hard enttäuscht das Lied „auf ganzer Linie. Vom filigranen und fein ausgearbeiteten, Dissection-typischen Songwriting keine Spur und eine Produktion für die Mülltonne. Alleine der eingängige, von einem Frauenchor eingesungene Refrain gibt dem Song noch halbwegs eine eigene Note. Bleibt zu hoffen, dass ‚Maha Kali‘ auf dem kommenden Album der einzige Ausfall sein wird und sich Herr Nödtveidt wieder seiner Stärken besinnt.“ In der Rezension zum Album wurden „der instrumentale Titeltrack und das neu und wesentlich besser produzierte ‚Maha Kali‘“ als Höhepunkte genannt, allerdings sei dieses Lied „weit davon entfernt, auch nur im Entferntesten selbst an die schwächsten Songs der alten Tage heranzureichen“. Während Wiebke Rost von Powermetal.de der Ansicht war, das vorab veröffentlichte Sample klinge „nicht mehr so dunkel wie die alten Dissection-Sachen“, entgegnete Dissection-Gitarrist Set Teitan: „Für mich klingt es sogar noch dunkler als das alte Material.“ Chris D. vom Decibel war von Maha Kali anfangs enttäuscht; auf dem Album sei es im Grunde immer noch das gleiche Lied, allerdings seien die „Warzen“ beseitigt worden, womit D. sich auf die Produktion und Abmischung bezieht. Die Interaktion zwischen Nödtveidt und Nyx 218 wirke anfangs etwas seltsam, ergebe aber Sinn, wenn man den Text beachte.